# 支釣込足

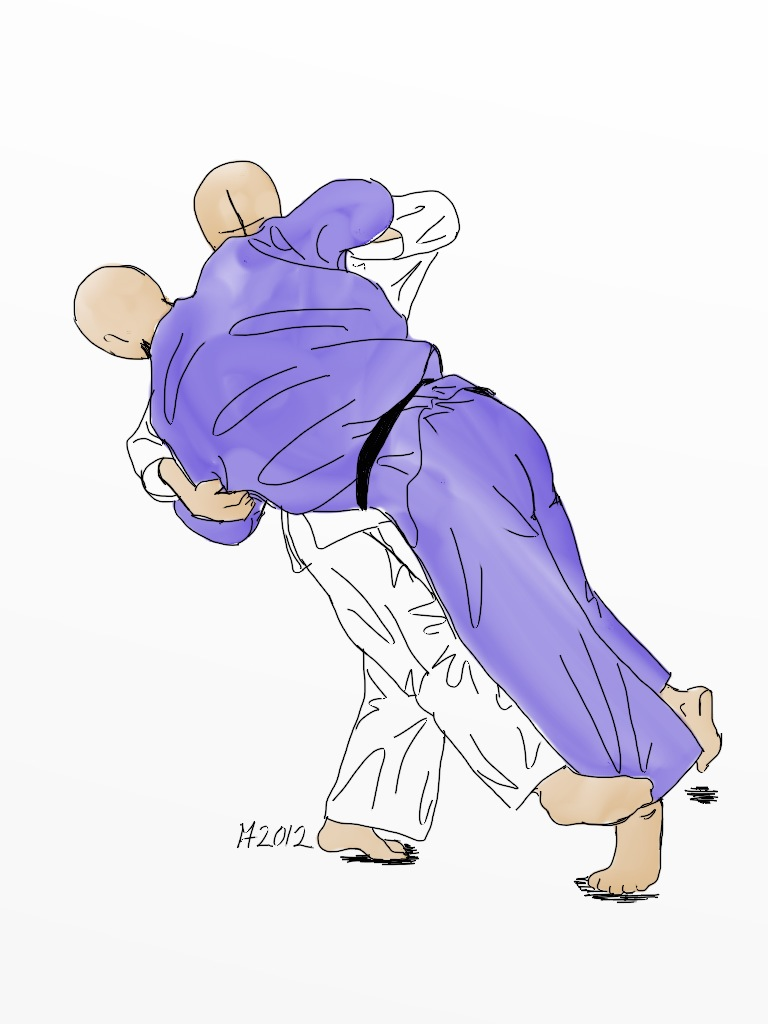
支釣込足のイラスト

支釣込足（ささえつりこみあし）は、柔道の投技で足技21本の一つ。講道館や国際柔道連盟 (IJF) での正式名。IJF略号STA。

## 概要
相手の足首に自分の足を当て、支点にすると同時に、相手を釣り手で釣り上げ、引き手で支え、（両手を利かせて、）ハンドルを回す様に回転させ、そのまま足を払って投げる技。
後ろを向いて、（相手と同じ方の足を相手の足首に当てて支点にし、自分の体を捻る様に回転させて）投げた場合は、足車（すなわち、対となる技）になり、支釣込足同様、前から（正面から向き合った状態から）、膝の位置に足を当てて、支点にして回転させる様にして投げると膝車になる。
また、あまり見る事は出来ないが、自分の足を掛けて、支点にした後、横に体を開きながら、倒れ込んで投げると、浮技になる。
自分が足を引く（後ろに下がる）か、相手が突っ込んで来た（前に出て来た）時の方が投げやすい。
足払い系の技は、巴投の様に、右組・右足、右組・左足、左組・右足、左組・左足の4パターン（相四つ、ケンカ四つの組手の組み合わせも含めれば、8パターン）がある。
対になる、払釣込足と同様、釣込腰、袖釣込腰と同じ、釣り込み技の一種であり、出足払、送足払等と同じ、足払い系の技の一種である。
右組みの場合、まず取手が前方に左足を一歩踏み込む。続いて右側にいる受手の方を向くように上体を捻り、同時に、釣り手を下に引いて受手の上体を崩す。
そして、体重の乗った受手の左足首ないし左脛に取手の右足の裏を当て、それを支点にして後方に振り投げる。
相手の動きに合わせる出足払や送足払と異なり、自ら積極的に技をかけてゆくことができる。
動きも比較的小さいため、牽制や繋ぎ技にも用いることができるなど、汎用性が高い。
とりわけ小川直也は、支釣込足で相手を崩してから寝技に持ち込むパターンを非常に得意としていた。
1948年の講道館機関誌『柔道』で玉嶺生は、支釣込足は出足払、払釣込足、小外刈、送足払と並んで相撲では二枚蹴りで通るとしている。